# لیپپرشی (دهانه)
لیپپرشی یک دهانه برخوردی در ماه‌ است.

## دهانه‌های اقماری
این دهانه ۷ دهانه اقماری دارد.
| Lippershey | عرض جغرافیایی | طول جغرافیایی | قطر         |
| ---------- | ------------- | ------------- | ----------- |
| K          | ۲۶.۷° S       | ۱۱.۴° W       | ۲.۰ کیلومتر |
| M          | ۲۴.۳° S       | ۱۰.۹° W       | ۲.۰ کیلومتر |
| L          | ۲۵.۷° S       | ۱۱.۷° W       | ۳.۰ کیلومتر |
| N          | ۲۴.۵° S       | ۹.۵° W        | ۳.۰ کیلومتر |
| P          | ۲۶.۳° S       | ۸.۳° W        | ۲.۰ کیلومتر |
| R          | ۲۶.۶° S       | ۱۰.۱° W       | ۴.۰ کیلومتر |
| T          | ۲۵.۲° S       | ۱۱.۱° W       | ۵.۰ کیلومتر |